# Бергкезе

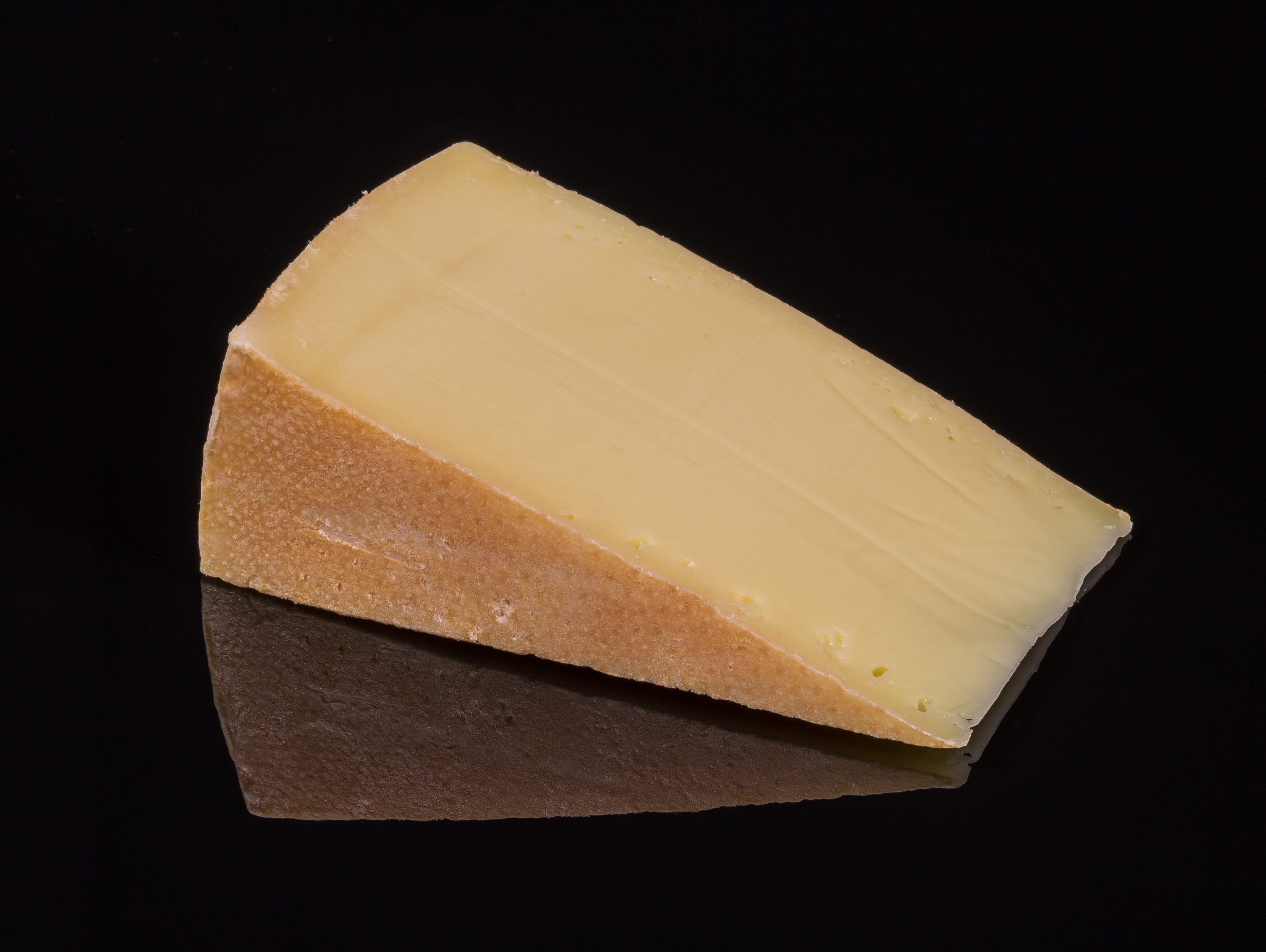
Бергкезе

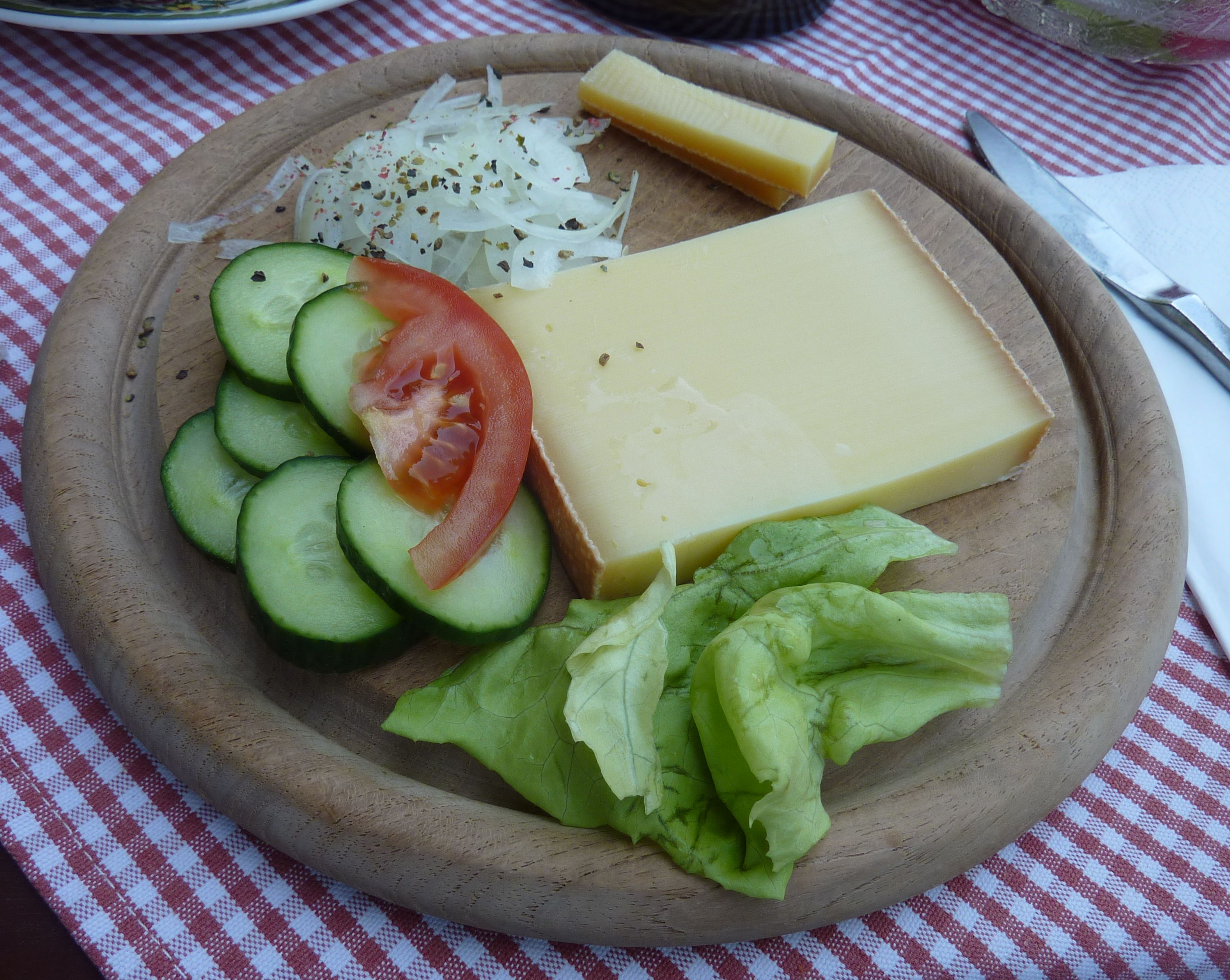
Алльгойский бергкезе, сервированный с овощами на баварский бротцайт

Бе́ргкезе (нем. Bergkäse — «горный сыр») — твёрдый традиционный австрийский сыр. Имеет защищенное качество PDO. Традиционное название — Mountain Cheese (горный сыр), произведён из натурального цельного молока коров с горных пастбищ в сыроварнях на высоте не менее 1000 м и созревший от 3 до 6 месяцев в своей естественной корке. Имеет плотную текстуру, небольшие дырочки и мягкую корку, могут присутствовать ореховые нотки.

## Особенности
- отсутствие лактозы;
- высокое содержание кальция (в 100 г сыра — 1000 мг кальция);
- наличие Омега-3 жирных кислот;
- широкая палитра вкусов и ароматов.

## Состав
Пастеризованное молоко, сычужный фермент, соль, закваска на молочнокислых культурах. Содержание жиров в сухом веществе — 45 %.